# مدينة خيالية

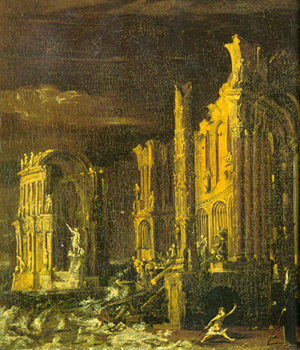

مدينة خيالية قد تشير إلى البلدة أو المدينة أو القرية التي تصنع للقصص الخيالية، ولا توجد في الحياة الحقيقية، أو يشير إلى الأرض التي يعتقد الناس وجودها دون دليل قاطع، مثل مدينة أفلاطون أطلانطس الذي يعتقد البعض أنها كانت الخيال في حين يعتقد البعض الآخر أنها موجودة.